# 京都歡迎光臨
京都歡迎光臨（日语：おこしやす京都AC），前稱為「京都友情SC」，球會官方在2018年更名時給出其繁體中文名為「京都歡迎光臨」。是日本京都的一支足球隊，參加關西足球聯賽。從2018年賽季開始，隊名由京都友情SC（アミティエSC京都）改為「京都歡迎光臨」。隊名おこしやす源於京都方言裡「歡迎光臨」的意味。